# Mumfords försvinnandesats
Inom algebraisk geometri är Mumfords försvinnandesats Mumford (1967) ett resultat som säger att om L är ett semirikligt inverterbart kärve med Iitakadimension minst 2 på en komplex projektiv mångfald, då är
{\displaystyle H^{i}(X,L^{-1})=0{\text{ för }}i=0,1.\ }
Mumfords försvinnandesats är relaterad till Ramanujams försvinnandesats och generaliseras av Kawamata–Viehwegs försvinnandesats.